# Oldenlandia pulvinata
Oldenlandia pulvinata är en måreväxtart som först beskrevs av Isaac Bayley Balfour, och fick sitt nu gällande namn av Friedrich Vierhapper. Oldenlandia pulvinata ingår i släktet Oldenlandia och familjen måreväxter. IUCN kategoriserar arten globalt som livskraftig.
Artens utbredningsområde är Socotra. Inga underarter finns listade i Catalogue of Life.